# DePatie-Freleng Enterprises
DePatie-Freleng Enterprises (även kallat DFE) var en amerikansk animationsstudio, aktiv från 1963 till 1981. Studions mest kända figur torde vara Rosa pantern.

## Historik
DFE grundades av Friz Freleng och David Hudson DePatie, efter att Warner Bros. animationsstudio Warner Bros. Cartoons la ned sin produktion. De kom också att ta med sig flera andra av Warners animatörer till den nystartade studion.
Studions första stora produktion var öppningsscenen till Blake Edwards spelfilm Den rosa pantern från 1963. Den animerade pantern kom sedan att bli studions största framgång, och medverkade i öppningsscenerna till flera uppföljande spelfilmer.
Med start 1964 började man även att producera en serie animerade kortfilmer med Rosa pantern åt filmbolaget United Artists – totalt kom denna serie att omfatta 92 filmer, innan den lades ner 1977. Ytterligare 32 Rosa pantern-filmer av samma format och i jämförbar kvalité producerades dock för tv-serien The All-New Pink Panther Show 1978–1980 och kom sedermera även att få biopremiär.
Vid sidan av Rosa pantern-serien licensproducerade DFE även Looney Tunes- och Merrie Melodies-filmer åt Warner Bros. under åren 1964–1966, samt ytterligare sju filmserier för United Artists; ingen av dessa kom dock att nå samma popularitet som Rosa pantern-filmerna.
Utöver produktionen av biovisade kortfilmer producerade DFE även ett flertal animerade TV-serier och TV-specialare. Tillsammans med Filmation och Hanna-Barbera Productions ansvarade DFE för övervägande delen av amerikanska animerade TV-serier under 1970-talet. Bland DFE:s TV-serier märks, förutom Rosa pantern, även Tillbaka till apornas planet, Mr. Magoo, Fantastic Four och Dr. Dolittle.
I samband med att Friz Freleng pensionerade sig 1981 sålde DePatie studion till Marvel Comics, som återlanserade den under namnet Marvel Productions.

## Produktion

### TV-serier
Se lista över DFE:s tecknade TV-serier.

### Kortfilmsserier
- Looney Tunes och Merrie Melodies (37 filmer, 1964–1966)
- Rosa pantern (The Pink Panther, 92 filmer, 1964–1977)
- The Inspector (34 filmer, 1965–1969)
- Roland and Rattfink (17 filmer, 1968–1971)
- The Ant and the Aardvark (17 filmer, 1969–1971)
- Tijuana Toads (17 filmer, 1969–1972)
- The Blue Racer (17 filmer, 1972–1974)
- Hoot Kloot (17 filmer, 1973–1974)
- The Dogfather (17 filmer, 1974–1976)